# Gabons håndboldlandshold (herrer)
Gabons håndboldlandshold er det gabonske landshold i håndbold for mænd som også deltager i internationale håndboldkonkurrencer.
Holdet deltog under Afrikamesterskabet 2012 i Marokko, hvor de kom på en 11.- plads,

## Resultater

### Afrikamesterskabet
- 2000: 6.-plads
- 2002: 12.-plads
- 2006: 8.-plads
- 2010: 9.-plads
- 2012: 11.-plads
- 2014: 9. plads
- 2016: 11. plads
- 2018: 5. plads
- 2020:	8. plads